# Mordella denudata
Mordella denudata es una especie de coleóptero de la familia Mordellidae.

## Distribución geográfica
Habita en Madagascar.